# Fayet-Ronaye

Fayet-Ronaye este o comună în departamentul Puy-de-Dôme, Franța. În 1 ianuarie 2022 avea o populație de 107 de locuitori.